# Министерство здравоохранения и социального обеспечения Великобритании
Министерство здравоохранения Великобритании несёт ответственность за государственную политику в области здравоохранения и социальных вопросов, ухода и Национальной службы здравоохранения в Англии а также за схожие вопросы, порученные шотландскому, валлийскому и североирландскому правительствам. Его возглавляет государственный секретарь по вопросам здравоохранения.

## История
- 1805 — Тайный совет по вопросам здравоохранения
- 1919 — Министерство здравоохранения
- 1948 — Национальная служба здравоохранения
- 1968 — Министерство здравоохранения и социального обеспечения
- 1988 — Министерство здравоохранения